# UBlock Origin
uBlock Origin ist als Werbeblocker ein freies, plattformübergreifendes Webbrowser-Plug-in zum Filtern von Webinhalten, beispielsweise Werbung, Webtracking oder Malvertising. Es ist eine Weiterentwicklung des inzwischen eingestellten uBlock (ehemals µBlock). uBlock Origin steht für verschiedene Browser zur Verfügung, unter anderem für Mozilla Firefox, Google Chrome, Opera und Microsoft Edge.

## Entwicklungsgeschichte

### uBlock

Altes Logo von uBlock (bis 2015)

uBlock wurde 2014 von Raymond Hill auf der Codebasis von HTTP Switchboard entwickelt. Im April 2015 gab Hill die Entwicklung an Chris Aljoudi ab. Vom August 2015 bis März 2018 wurde die Software nur noch sporadisch weiterentwickelt.
Im Juni 2018 wurde die Homepage uBlock.org vom Team von AdBlock übernommen. Es wurde angekündigt, dass uBlock in den nächsten Monaten Änderungen erfahren werde.

### uBlock Origin
Raymond Hill, der ursprüngliche Entwickler von uBlock, begann, kurz nachdem er das Projekt am 1. April 2015 abgegeben hatte, mit der Entwicklung einer Abspaltung von uBlock namens uBlock Origin mit einem leicht anderen Funktionsumfang. Neu dazugekommen sind unter anderem Funktionen zum Schutz der Privatsphäre sowie die Möglichkeit, Einstellungen und Filterregeln mit den von manchen Browsern zur Verfügung gestellten Synchronisierungsdiensten wie zum Beispiel Firefox Sync zwischen verschiedenen Computern zu synchronisieren. Aufgrund des größeren Funktionsumfanges beschreibt der Entwickler das Programm als Inhaltsblocker, im Gegensatz zu einem reinen Werbeblocker. Die erste Veröffentlichung als uBlock Origin fand am 11. April 2015 statt. Anfänglich wurde auch die Schreibweise „uBlock₀“ gewählt, wobei die tiefgestellte Null symbolisch für das „O“ von „Origin“ stand.

### uBlock Origin Lite
Die Entwicklung von uBlock Origin Lite (uBOL) begann im August 2023, mit dem Ziel die Vorgaben des angekündigten „Manifest V3“ für Chromium-basierte Browser und deren Erweiterungen zu erfüllen. Mit dem Manifest V3 wird unter anderem die von uBlock Origin verwendete webRequest-API durch eine neue ersetzt, welche technische Limitierungen vorgibt. Erweiterungen die sich zukünftig nicht an diese Vorgaben halten werden deaktiviert. uBOL erfüllt diese Anforderungen und ist zugleich abwärtskompatibel zum Manifest V2, arbeitet aufgrund der Einschränkungen aber weniger effizient als uBlock Origin.
uBOL konnte bis Anfang September 2024 auch als Firefox-Erweiterung über den offiziellen Add-on Store installiert werden. Aufgrund wiederkehrenden Problemen mit dem Freigabeprozess, entschied sich Entwickler Raymond Hill die Erweiterung aus dem Add-on Store zu entfernen und nur noch über GitHub bereitzustellen.
Im August 2025 ist erstmals eine Safari-Version von uBlock Origin Lite als Preview über den Mac App Store veröffentlicht worden. Die Erweiterung ist für macOS 15 (Sequoia) und neuer verfügbar und läuft auch auf iOS- und iPadOS-Geräten ab Version 18. Zusätzlich wird auch Apples Vision Pro ab visionOS 2 unterstützt.

## Funktionsumfang
uBlock Origin unterstützt die Filtersyntax des weitverbreiteten Werbeblockers Adblock Plus. Somit können dieselben Filterlisten verwendet werden. Eine vorgegebene Anzeige sogenannter Acceptable Ads per Whitelist ist jedoch nicht vorhanden. In der Standardinstallation sind Filterlisten zum Blockieren von Werbung, Webtracking und Websites mit Schadprogrammen aktiviert.
Gegenüber Adblock Plus benötigen uBlock Origin bzw. dessen Vorgänger uBlock laut eigener Analyse deutlich weniger Arbeitsspeicher und CPU-Zyklen bei vergleichbarem Funktionsumfang.

## Rezeption
Aufgrund der höheren Effizienz von uBlock gaben die Entwickler von Adblock Edge, einem populären Adblock-Plus-Fork, im Frühjahr 2015 bekannt, ihr Projekt einzustellen.
uBlock Origin wurde von Mozilla zum „Addon des Monats“ für den Mai 2016 gekürt. uBlock Origin zählt seitdem zu den nunmehr 94 aus rund einer halben Million ausgewählten bzw. besonders empfohlenen Erweiterungen für Firefox und belegt dabei nach Benutzerzahlen den ersten Platz bei über 2000 Erweiterungen zu Datenschutz und Sicherheit.
Die Chrome-Version hatte Ende 2016 über 6 Millionen, die Firefox-Version mehr als 2 Millionen tägliche Nutzer. Laut einer Analyse von comScore war uBlock Origin mit einer Wachstumsrate von über 800 % der am schnellsten wachsende Werbeblocker zwischen November 2014 und August 2015. Das wurde zum Teil auf die Präferenz der Nutzer für einen Werbeblocker ohne Acceptable Ads zurückgeführt.
In einem Sicherheitsratgeber empfahl der SWR den Einsatz der Erweiterung uBlock Origin, da diese durch entsprechend voreingestellte Filterlisten auch Websites mit Schadprogrammen blockieren kann.
Die Stiftung Warentest untersuchte im September 2017 die zehn populärsten Programme zum Blockieren von Online-Trackern. Die „besten Erfahrungen“ machte Warentest dabei mit uBlock Origin, da es 77 Prozent aller Online-Tracker erfolgreich blockiere und dabei einfach zu bedienen sei.